# Scimmia acquatica
La teoria della scimmia acquatica è un'ipotesi evoluzionistica posta per la prima volta nel 1942 dal patologo tedesco Max Westenhöfer, e poi indipendentemente nel 1960 dallo zoologo britannico sir Alister Hardy.
Secondo tale ipotesi il progenitore dell'uomo sarebbe stato un primate che, per l'arsura del clima africano avrebbe spostato la sua residenza negli habitat fluviali, per poi ritornare alla savana come Homo sapiens moderno. Questa ipotesi è una delle molte che tenta di spiegare l'evoluzione dell'uomo attraverso un unico meccanismo causale, ma non vi è alcun supporto da parte dei reperti fossili finora ritrovati.
La maggiore sostenitrice di tale teoria è stata la scrittrice Elaine Morgan e continua a essere sostenuta da teorici e amatori. Alcuni autori ipotizzano che sia stato il progenitore dei primati ad essere acquatico e che gli altri primati si siano sviluppati per progressiva desominazione.
L'ipotesi è molto controversa, ed è stata criticata da molti come una pseudoscienza. Si ritiene che l'ipotesi sia più popolare tra il pubblico laico che tra gli scienziati; nella letteratura scientifica è generalmente ignorato dagli antropologi.